# Araneus flagelliformis
Araneus flagelliformis är en spindelart som beskrevs av Zhu och Yin 1997. Araneus flagelliformis ingår i släktet Araneus och familjen hjulspindlar. Inga underarter finns listade i Catalogue of Life.